# Karner svatého Michaela
Kaple svatého Michaela, také karner svatého Michaela, v Moravských Budějovicích byla původně středověkou kostnicí proměněnou na kapli zasvěcenou svatému Michalovi. Tato kaple patří mezi rotundy, které se nazývají karnery. Jedná se o stavbu válcovitého tvaru s kuželovitou šindelovou střechou. Vnitřní prostory se dělí na dvě části, suterén s křížovou klenbou, který zobrazuje Kristův žalář a nad ní je přízemní kaple s nástropní freskou Posledního soudu. Karner tvoří spolu s kostelem sv. Jiljí a zámeckým areálem klíčový urbanistický soubor města. Kaple je spolu s kostelem svatého Jiljí chráněná jako kulturní památka České republiky.

## Historie
Tento pozdně románský karner vznikl ve 13. století těsně po dostavbě kostela sv. Jiljí. Nachází se v rohu u zdi bývalého pohanského obětiště a hřbitova v areálu vznikající trhové osady, na jihovýchodní straně kostela. Je jedním z mála dochovaných českých karnerů. Spodní část sloužila jako kostnice, v horní kapli se konaly zádušní mše za mrtvé. Karner stál stejně tak jako kaple sv. Kateřiny ve Znojmě, kaple Panny Marie v Plavči a kaple sv. Martina v Praze na Vyšehradě. Vzhledem k nevelké rozloze hřbitova bylo nutné shromažďovat kosti ze starších pohřbů na důstojném místě. K tomu sloužilo spodní podlaží kaple. Zasvěcení svatému Michalovi je doloženo již z roku 1494, vzhledem k funkci objektu je nejspíš původní. Ke stejnému roku jako zasvěcení je datován i sedlový portál v horním podlaží. 
Kaple byla pravděpodobně poškozena za třicetileté války, její oprava proběhla v letech 1676–1677. V průběhu 17. století nebyla stavba využívána a chátrala. Velká barokní úprava interiéru se uskutečnila mezi lety 1714–1726 farářem Ondřejem Chudánkem. Tehdy přestalo spodní podlaží sloužit jako kostnice. V horním podlaží došlo k prolomení oken a původní rovný strop nahradila kopule s freskovou výmalbou neznámým autorem z roku 1726, na které je výjev Posledního soudu, jejímž ústředním motivem je bílá holubice, archanděl Michael a troubící andělé. V místnosti se také nacházel oltář, vysvěcený roku 1726 a obraz sv. Michaela. Hřbitov byl roku 1784 zrušen kvůli zákazu pohřbívat mrtvé v kostelních hrobkách a na hřbitovech v obvodu obydlených míst. Ohradní zeď byla zbořena a velké množství vykopaných kostí bylo přepraveno a uloženo ve společném hrobě na hřbitově u sv. Jana (v dnešním parku před gymnáziem). Roku 1892 byla odbourána apsida, původně vysunutá do arkýře, vzhledem k zásypům okolí byla tato skutečnost zjištěna až dodatečně.

## Zasvěcení
Svatý Michael je patronem šermířů, zlatníků, lékárníků, drogistů, bednářů a v nové době radiologů a policistů. Je také ochráncem před nemocemi a bandity. Jako ochránce církve vévodí z vrcholu Andělského hradu v Římě, který je znám jako pevnost papežů. Bývá zobrazován s mečem v jedné ruce, s váhami v druhé a s drakem či ďáblem pod nohama. Michael je podle tradice u člověka přítomen v hodině smrti a odvádí jeho duši k Bohu. Právě z tohoto důvodu mu byly hojně zasvěcovány církevní a hřbitovní stavby.

## Současnost
Obraz sv. Michaela, který byl v horním podlaží karneru, byl později přemístěn do levé postranní lodi kostela. Ve spodní části byl zhotoven takzvaný Kristův žalář, ke kterému se sestupuje po dvanácti kamenných schodech. V současnosti je tento prostor upravený, přesto není v dobrém stavu.